# Mark Fergus
Mark Fergus est un réalisateur et scénariste américain. Il a collaboré avec Hawk Ostby pour tous ses scénarios.

## Filmographie

### Réalisateur
- 2006 : Le Dernier Présage (First Snow) + scénario

### Scénariste
- 2003 : Consequence
- 2006 : Les Fils de l'homme, adaptation
- 2008 : Iron Man, adaptation
- 2014 : Maximum Ride, adaptation
- 2015 : The Expanse, adaptation